# Mony Dalmès
Mony Dalmès est une actrice française, née le 24 juillet 1914 au Kremlin-Bicêtre et morte le 9 mai 2006 dans le 14e arrondissement de Paris.

## Biographie
Mony Dalmès décroche très jeune quelques rôles dans des théâtres parisiens avant de faire ses débuts au cinéma en 1936, sous la direction du cinéaste Pierre Caron dans Les Demi-vierges, où elle a pour partenaires Marie Bell et Madeleine Renaud.
Elle intègre l'année suivante la Comédie-Française, dont elle devient sociétaire en 1942, à l'âge de 28 ans. Elle la quittera en 1957 pour continuer une carrière indépendante. Elle a également participé au doublage de nombreux films, prêtant notamment sa voix à Marilyn Monroe dans deux d'entre eux.

## Théâtre
- 1935 : Les Retours imprévus d'Edmond Sée
- 1938 : Les Folies amoureuses de Jean-François Regnard, mise en scène Fernand Ledoux, Comédie-Française
- 1938 : La Comtesse d'Escarbagnas de Molière, Comédie-Française
- 1938 : Le Bourgeois gentilhomme de Molière, mise en scène Denis d'Inès, Comédie-Française
- 1938 : La Dispute de Marivaux, mise en scène Jean Martinelli, Comédie-Française
- 1938 : Le Médecin volant de Molière, mise en scène Fernand Ledoux, Comédie-Française
- 1938 : Iphigénie de Racine, mise en scène Marie Ventura, Comédie-Française
- 1938 : Cyrano de Bergerac d'Edmond Rostand, mise en scène Pierre Dux, Comédie-Française
- 1939 : L'Amour médecin de Molière, Comédie-Française
- 1939 : Le Jeu de l'amour et de la mort de Romain Rolland, mise en scène Denis d'Inès, Comédie-Française
- 1939 : La Belle Aventure de Gaston Arman de Caillavet, Robert de Flers et Étienne Rey, Comédie-Française
- 1940 : On ne badine pas avec l'amour d'Alfred de Musset, mise en scène Pierre Bertin, Comédie-Française
- 1941 : Noé d'André Obey, mise en scène Pierre Bertin, Comédie-Française
- 1941 : Léopold le bien-aimé de Jean Sarment, mise en scène Pierre Dux, Comédie-Française
- 1942 : Hamlet de William Shakespeare, mise en scène Charles Granval, Comédie-Française
- 1943 : La Reine morte d'Henry de Montherlant, mise en scène Pierre Dux, Comédie-Française
- 1943 : La Légende du Chevalier d'André de Peretti Della Roca, mise en scène Julien Bertheau, Comédie-Française
- 1943 : Le Soulier de satin de Paul Claudel, mise en scène Jean-Louis Barrault, Comédie-Française
- 1944 : Le Bourgeois gentilhomme de Molière, mise en scène Pierre Bertin, Comédie-Française
- 1944 : La Dispute de Marivaux, mise en scène Jean Martinelli, Comédie-Française
- 1944 : Le Malade imaginaire de Molière, mise en scène Jean Meyer, Comédie-Française
- 1944 : Ruy Blas de Victor Hugo, mise en scène Pierre Dux, Comédie-Française
- 1945 : Phèdre de Racine, mise en scène Jean-Louis Barrault, Comédie-Française
- 1945 : Les Fausses Confidences de Marivaux, mise en scène Maurice Escande, Comédie-Française
- 1952 : Roméo et Juliette de Shakespeare, mise en scène Julien Bertheau, Comédie-Française
- 1952 : Le Bourgeois gentilhomme de Molière, mise en scène Jean Meyer, Comédie-Française
- 1952-1954 : Britannicus de Racine, mise en scène Jean Marais, Comédie-Française : Junie en alternance
- 1955 : Fantasio d'Alfred de Musset, mise en scène Julien Bertheau, Comédie-Française
- 1956 : Un caprice d'Alfred de Musset, mise en scène Maurice Escande, Comédie-Française
- 1961 : Huit femmes de Robert Thomas, mise en scène Jean Le Poulain, théâtre Édouard VII puis théâtre des Bouffes-Parisiens
- 1965 : Une fois par semaine de Muriel Resnik, mise en scène Raymond Gérôme, théâtre de la Madeleine
- 1967 : Le Nouveau Testament de Sacha Guitry, mise en scène André Valtier et Fernand Gravey, théâtre des Variétés
- 1972 : Huit femmes de Robert Thomas, mise en scène Jean Le Poulain, théâtre de la Madeleine
- 1973 :  La valse des toréadors  de Jean Anouilh, mise en scène de l'auteur, Comédie des Champs-Élysées
- 1977 : Un ouvrage de dames de Jean-Claude Danaud, mise en scène Jacques Ardouin, Café-théâtre le Plateau Beaubourg
- 1978 : Mon père avait raison de Sacha Guitry, mise en scène Jean-Laurent Cochet, théâtre Hébertot
- 1982 : La Famille Leibovitch de Caroline Rochman, théâtre Tristan Bernard
- 1990 : Le Clan des veuves de Ginette Garcin, mise en scène François Guérin, théâtre Fontaine

## Filmographie

### Cinéma
- 1936 : Les Demi-vierges de Pierre Caron : Dora Calvell
- 1942 : L'Inévitable Monsieur Dubois de Pierre Billon : Jacqueline Mareuil
- 1943 : L'Homme de Londres d'Henri Decoin : Henriette Maloin
- 1945 : Dernier Métro de Maurice de Canonge
- 1948 : La Figure de proue de Christian Stengel : Jeannick
- 1951 : L'Enfant des neiges d'Albert Guyot : Mony
- 1963 : Les Bonnes Causes de Christian-Jacque : Mme Marjorie
- 1963 : Le Grand-Duc et l'héritière de David Swift
- 1968 : Mayerling de Terence Young : la baronne Vetsera
- 1988 : Les Prédateurs de la nuit de Jesús Franco : la baronne
- 1989 : À deux minutes près d'Éric Le Hung : la mère de Virginie
- 1997 : Rien ne va plus de Claude Chabrol : la signora Trotti
- 1998 : Watani, un monde sans mal de Med Hondo

### Télévision
- 1965 : La Misère et la Gloire (téléfilm) : Marie Dorval
- 1967 : Allô Police de Robert Guez et Pierre Goutas (série)
- 1967 : Jean de la Tour Miracle de Jean-Paul Carrère (série) : Diane
- 1967 : Les Aventures de Michel Vaillant de Charles Bretoneiche et Nicole Osso (série) : Mme Vaillant
- 1968 : Puce de Jacques Audoir (téléfilm) : La mère Hortense
- 1968 : Au théâtre ce soir : Le Congrès de Clermont-Ferrand de Marcel Franck, mise en scène Christian-Gérard, réalisation Pierre Sabbagh, théâtre Marigny
- 1970 : Un crime de bon ton de Henri Spade
- 1971 : Au théâtre ce soir : Huit femmes de Robert Thomas, mise en scène Jean Le Poulain, réalisation Pierre Sabbagh, théâtre Marigny
- 1972 : Les Enquêtes du commissaire Maigret de Claude Boissol, épisode Maigret en meublé : Mlle Clément
- 1972 : Au théâtre ce soir : Je viendrai comme un voleur de Georges de Tervagne, mise en scène Jacques-Henri Duval, réalisation Pierre Sabbagh, théâtre Marigny
- 1973 : Au théâtre ce soir : Le Bonheur des autres de Robert Favart, mise en scène Jacques Sereys, réalisation Georges Folgoas, théâtre Marigny
- 1973 : Au théâtre ce soir : Une fois par semaine de Muriel Resnik, mise en scène Jean-Pierre Delage, réalisation Georges Folgoas, théâtre Marigny
- 1974 : Au théâtre ce soir : Le Vison à cinq pattes de Constance Coline d'après Peter Coke, mise en scène René Dupuy, réalisation Jean Royer, théâtre Marigny
- 1974 : Malaventure (série) : Irène
- 1975 : Salvator et les Mohicans de Paris de Bernard Borderie  (série) : la duchesse de Berry
- 1976 : Au théâtre ce soir : Week-end de Noël Coward, mise en scène Jacques Ardouin, réalisation Pierre Sabbagh, théâtre Édouard VII : Judith Bliss
- 1976 : Nick Verlaine ou Comment voler la tour Eiffel, épisode Dans l'eau d'une piscine de Claude Boissol
- 1978 : Au théâtre ce soir : Le Nouveau Testament de Sacha Guitry, mise en scène Robert Manuel, réalisation Pierre Sabbagh, théâtre Marigny
- 1978 : Il y a encore des noisetiers (téléfilm) : Jeanne
- 1979 : Au théâtre ce soir : Le Bon débarras de Pierre Barillet et Jean-Pierre Grédy, mise en scène Jacques Ardouin, réalisation Pierre Sabbagh, théâtre Marigny
- 1980 : Chère Olga (téléfilm) : Olga
- 1980 : Mon père avait raison (téléfilm) : Germaine Bellanger
- 1980 : Les Amours des années folles (série) : Cécile
- 1989 : Tribunal (série télévisée) : Episode Odeurs troublantes
- 2002 : La Chanson du maçon (téléfilm)

## Doublage
- Olivia de Havilland dans :
  - Anthony Adverse (1936) : Angela Guisseppi
  - La Charge de la brigade légère (1936) : Elsa Campbell
  - Les Aventures de Robin des Bois (1938) : Lady Marian
  - La Bataille de l'or (1938) : Serena 'Sprat' Ferris
  - Les Conquérants (1939) : Abbie Irving
- Marilyn Monroe dans :
  - Les hommes préfèrent les blondes (1953) : Lorelei Lee (voix parlée)
  - Comment épouser un millionnaire (1953) : Pola Debevoise
- Jennifer Jones dans :
  - L'Homme au complet gris (1956) : Betsy Rath
  - L'Adieu aux armes (1957) : Catherine Barkley
- 1940 : Rebecca : Mrs de Winter (Joan Fontaine)
- 1949 : Entrons dans la danse : Dinah Barkley (Ginger Rogers)
- 1950 : Cendrillon : la narratrice (1er doublage)
- 1951 : Un tramway nommé Désir : Stella Kowalski (Kim Hunter)
- 1957 : L'Esclave libre : Amantha Starr (Yvonne De Carlo)
- 1959 : Ben-Hur : Myriam (Martha Scott)
- 1959 : Le Dernier Train de Gun Hill : Minnie (Mara Lynn)
- 1962 : Le Cabinet du docteur Caligari : Jane Lindstrom (Glynis Johns)
- 1971 : L'Apprentie sorcière : Églantine Price (Angela Lansbury) (voix parlée, 1er doublage)
- 1971 : Un frisson dans la nuit : Madge Brenner (Irene Hervey)
- 1975 : Objectif Lotus : Hettie (Helen Hayes)
- 1978 : Intérieurs : Eve (Geraldine Page)
- 1980 : La Coccinelle à Mexico : Tante Louise (Cloris Leachman)
- 1985 : Brazil : Ida Lowry (Katherine Helmond)
- 1987 : Mannequin : Claire Timkin (Estelle Getty)